# Sông Tone (Nhật Bản)
Sông Tone (kanji: 利根川, rōmaji: Tonegawa, phiên âm Hán-Việt: Lợi Căn Xuyên) là một dòng sông ở Nhật Bản, bắt nguồn từ núi Ōminakami, chảy từ phía Bắc sang phía Đông của vùng Kantō, đổ ra Thái Bình Dương ở địa phận thành phố Chōshi tỉnh Chiba. Rriêng phân lưu Edo của nó chảy qua Tōkyō và đổ vào vịnh Tōkyō ở địa phần thành phố Ichikawa tỉnh Chiba. Đây là sông có chiều dài hàng thứ hai và lưu vực rộng lớn hàng thứ nhất ở Nhật Bản, đóng vai trò quan trọng đối với hoạt động kinh tế của vùng thủ đô Tōkyō, nhất là thủ đô Tōkyō. Tone là một trong những sông tiêu biểu ở Nhật Bản.